# エスメルリング・バスケス
エスメルリング・デヘスス・バスケス（Esmerling de Jesus Vasquez 、1983年11月7日 - ）は、ドミニカ共和国・エルマーナス・ミラバル州テナレス出身のプロ野球選手（投手）。右投右打。現在はフリーエージェント（FA）。

## 経歴

### ダイヤモンドバックス時代
2003年にアリゾナ・ダイヤモンドバックスと契約を結んだ。
2007年はAA級モービル・ベイベアーズで29試合に先発した。
2009年4月16日にメジャーに昇格した。同日のサンフランシスコ・ジャイアンツ戦でメジャーデビューを果たした。
2010年4月17日にクリス・ベンソンを登録する為、AAA級リノ・エーシズへ降格した。しかし、4月19日にコナー・ジャクソンが故障者リスト入りしたのに伴いメジャーに昇格した。

### ツインズ時代
2011年9月27日にウェーバーでミネソタ・ツインズへ移籍した。
2012年はAAA級ロチェスター・レッドウイングスで開幕を迎えた。9月1日にメジャーに昇格し、シーズン終了までに6試合で先発登板した。オフの11月5日にマイナー契約で再契約した。
2013年6月23日に放出され、独立リーグであるアトランティックリーグのランカスター・バーンストーマーズと契約を結んだ。

### 台湾球界時代
2014年2月24日に、CPBLの義大ライノズと契約を結んだ。3月23日からローテーション入りし5試合先発したが1勝1敗、防御率4.98と振るわず、4月24日から中継ぎ出場のみとなった。救援で7月17日まで登板し、4セーブ4ホールドを記録したが7月19日に契約を解除された。

### 西武時代
2014年11月1日、埼玉西武ライオンズの入団テストのためにミゲル・メヒアと共に来日。秋季キャンプに参加し、メヒアと共に11月13日に年俸3,000万円（金額は推定）プラス出来高で契約を結んだ。2015年1月28日、メヒア、ウェイド・ルブラン、アンソニー・セラテリと共に入団会見が行われ、背番号26が発表された。
2015年の開幕を一軍で迎え、3月29日の対オリックス・バファローズ戦において1点リードの7回に3番手で来日初登板し、1回を投げて無失点で初ホールドを記録した。5月4日の対オリックス戦では同点の8回表2死の場面に4番手で登板し、1回1/3を投げ無失点で、チームが8回の裏に勝ち越したため初勝利を挙げた。11月17日に翌年の選手契約を結んだことと、背番号が42に変更されたことが発表された。
2016年は19試合に登板したが、0勝0敗6ホールド、防御率5.51と安定感を欠き、11月1日、ウェイバー公示の手続きがなされたことが発表された。しかし譲渡を希望する球団は無く、11月8日に自由契約公示がなされた。

### 西武退団後
2017年はメキシコとドミニカのウィンターリーグでプレー。
2018年7月19日にメキシカンリーグのラグナ・ユニオン・コットンファーマーズと契約。16試合に登板し、0勝1敗、防御率2.57の成績を残した。
2019年3月9日にテキサス・レンジャーズとマイナー契約を結んだ。シーズン終了後にFAとなった。
2020年3月14日にテキサス・レンジャーズと再契約した。シーズン終了後にFAとなった。

## 選手としての特徴
速球は常時150km/h台を計測（2015年時点）。変化球はツーシーム、スライダー、チェンジアップなどを投げる。

## 詳細情報

### 年度別投手成績
| 年 度     | 球 団     | 登 板 | 先 発 | 完 投 | 完 封 | 無 四 球 | 勝 利 | 敗 戦 | セ 丨 ブ | ホ 丨 ル ド | 勝 率 | 打 者 | 投 球 回 | 被 安 打 | 被 本 塁 打 | 与 四 球 | 敬 遠 | 与 死 球 | 奪 三 振 | 暴 投 | ボ 丨 ク | 失 点 | 自 責 点 | 防 御 率 | W H I P |
| --------- | --------- | ----- | ----- | ----- | ----- | -------- | ----- | ----- | -------- | ----------- | ----- | ----- | -------- | -------- | ----------- | -------- | ----- | -------- | -------- | ----- | -------- | ----- | -------- | -------- | ------- |
| 2009      | ARI       | 53    | 0     | 0     | 0     | 0        | 3     | 3     | 0        | 4           | .500  | 238   | 53.0     | 52       | 4           | 29       | 2     | 3        | 45       | 4     | 0        | 27    | 26       | 4.42     | 1.53    |
| 2010      | ARI       | 57    | 0     | 0     | 0     | 0        | 1     | 6     | 0        | 6           | .143  | 240   | 53.2     | 46       | 6           | 38       | 3     | 6        | 55       | 3     | 1        | 32    | 31       | 5.20     | 1.57    |
| 2011      | ARI       | 31    | 0     | 0     | 0     | 0        | 1     | 1     | 0        | 6           | .500  | 132   | 30.1     | 27       | 2           | 13       | 2     | 4        | 20       | 0     | 0        | 16    | 14       | 4.15     | 1.32    |
| 2012      | MIN       | 6     | 6     | 0     | 0     | 0        | 0     | 2     | 0        | 0           | .000  | 141   | 31.2     | 32       | 2           | 19       | 0     | 1        | 14       | 1     | 0        | 20    | 20       | 5.68     | 1.61    |
| 2014      | 義大      | 26    | 5     | 0     | 0     | 0        | 1     | 1     | 4        | 4           | .500  | 218   | 50.2     | 51       | 1           | 16       | 2     | 4        | 35       | 4     | 0        | 19    | 16       | 2.84     | 1.32    |
| 2015      | 西武      | 34    | 0     | 0     | 0     | 0        | 3     | 1     | 0        | 9           | .750  | 161   | 34.2     | 40       | 0           | 21       | 3     | 3        | 21       | 3     | 0        | 15    | 14       | 3.63     | 1.76    |
| 2016      | 西武      | 19    | 0     | 0     | 0     | 0        | 0     | 0     | 0        | 6           | ----  | 75    | 16.1     | 12       | 2           | 11       | 0     | 1        | 13       | 2     | 0        | 11    | 10       | 5.51     | 1.41    |
| MLB：4年  | MLB：4年  | 147   | 6     | 0     | 0     | 0        | 5     | 12    | 0        | 16          | .294  | 751   | 168.2    | 157      | 14          | 99       | 7     | 14       | 134      | 8     | 1        | 95    | 91       | 4.86     | 1.52    |
| CPBL：1年 | CPBL：1年 | 26    | 5     | 0     | 0     | 0        | 1     | 1     | 4        | 4           | .500  | 218   | 50.2     | 51       | 1           | 16       | 2     | 4        | 35       | 4     | 0        | 19    | 16       | 2.84     | 1.32    |
| NPB：2年  | NPB：2年  | 53    | 0     | 0     | 0     | 0        | 3     | 1     | 0        | 15          | .750  | 236   | 51.0     | 52       | 2           | 32       | 3     | 4        | 34       | 5     | 0        | 26    | 24       | 4.24     | 1.65    |

- 2018年度シーズン終了時
- 各年度の太字はリーグ最高

### 記録
NPB投手記録
- 初登板・初ホールド：2015年3月29日、対オリックス・バファローズ3回戦（西武プリンスドーム）、7回表に3番手で救援登板、1回無失点
- 初奪三振：2015年4月2日、対東北楽天ゴールデンイーグルス2回戦（楽天Koboスタジアム宮城）、8回裏に松井稼頭央から空振り三振[14]
- 初勝利：2015年5月4日、対オリックス・バファローズ6回戦（西武プリンスドーム）、8回表2死に4番手で救援登板・完了、1回1/3を無失点

### 背番号
- 32 (2009年 - 2011年)
- 59 (2012年)
- 45 (2014年)
- 26 (2015年)
- 42 (2016年)